# Lindsay Vallis
Lindsay G. Vallis (né le 12 janvier 1971 à Winnipeg, Manitoba au Canada) est un joueur canadien de hockey sur glace.

## Carrière de joueur
Il fut un choix des Canadiens de Montréal où on le considérait comme un des joueurs les plus prometteurs au sein de l'organisation. Les saisons passèrent, et il jouait toujours dans la Ligue américaine de hockey avec le club-école des Canadiens. Il ne joua qu'une partie avec le grand club, ce qui fut par le fait même la seule dans la Ligue nationale de hockey. Après son passage dans l'organisation de Montréal, il se joint aux IceCats de Worcester où il évolua durant deux saisons.
Par la suite, il se joint au Fog de Bakersfield de la West Coast Hockey League, marquant 91 points lors de sa première saison avec l'équipe, ce qui lui valut d'être nommé au sein de la 2e équipe d'étoiles de la WCHL en 1997. Il fut nommé joueur-entraîneur à sa deuxième saison avec l'équipe. L'année suivante, il marqua 100 points avec le Smoke de Asheville de la United Hockey League, et participa à quatre parties des Bears de Hershey de la LAH. La saison 1999-00 marqua la fin de sa carrière, il termina cette dernière saison dans la UHL avec Asheville.

## Statistiques
Pour les significations des abréviations, voir Statistiques du hockey sur glace.
| Saison     | Équipe                   | Ligue      |    | Saison régulière | Saison régulière | Saison régulière | Saison régulière | Saison régulière |   | Séries éliminatoires | Séries éliminatoires | Séries éliminatoires | Séries éliminatoires | Séries éliminatoires |
| Saison     | Équipe                   | Ligue      | PJ | B                | A                | Pts              | Pun              | PJ               | B | A                    | Pts                  | Pun                  |                      |                      |
| 1986-1987  | Mavericks de Winnipeg    | MMMHL      | 59 | 16               | 49               | 65               | 95               | -                | - | -                    | -                    | -                    |                      |                      |
| 1987-1988  | Thunderbirds de Seattle  | LHOu       | 68 | 31               | 45               | 76               | 65               | -                | - | -                    | -                    | -                    |                      |                      |
| 1988-1989  | Thunderbirds de Seattle  | LHOu       | 63 | 21               | 32               | 53               | 48               | -                | - | -                    | -                    | -                    |                      |                      |
| 1989-1990  | Thunderbirds de Seattle  | LHOu       | 65 | 34               | 43               | 77               | 68               | 13               | 6 | 5                    | 11                   | 14                   |                      |                      |
| 1990-1991  | Thunderbirds de Seattle  | LHOu       | 72 | 41               | 38               | 79               | 119              | 6                | 1 | 3                    | 4                    | 17                   |                      |                      |
| 1990-1991  | Canadiens de Fredericton | LAH        | -  | -                | -                | -                | -                | 7                | 0 | 0                    | 0                    | 6                    |                      |                      |
| 1991-1992  | Canadiens de Fredericton | LAH        | 71 | 10               | 19               | 29               | 84               | 4                | 0 | 1                    | 1                    | 7                    |                      |                      |
| 1992-1993  | Canadiens de Fredericton | LAH        | 65 | 18               | 16               | 34               | 38               | 5                | 0 | 2                    | 2                    | 10                   |                      |                      |
| 1993-1994  | Canadiens de Fredericton | LAH        | 75 | 9                | 30               | 39               | 103              | -                | - | -                    | -                    | -                    |                      |                      |
| 1993-1994  | Canadiens de Montréal    | LNH        | 1  | 0                | 0                | 0                | 0                | -                | - | -                    | -                    | -                    |                      |                      |
| 1994-1995  | IceCats de Worcester     | LAH        | 14 | 0                | 7                | 7                | 28               | -                | - | -                    | -                    | -                    |                      |                      |
| 1995-1996  | IceCats de Worcester     | LAH        | 65 | 9                | 19               | 28               | 81               | 4                | 0 | 2                    | 2                    | 4                    |                      |                      |
| 1996-1997  | Fog de Bakersfield       | WCHL       | 58 | 26               | 65               | 91               | 82               | 4                | 0 | 3                    | 3                    | 0                    |                      |                      |
| 1997-1998  | Fog de Bakersfield       | WCHL       | 41 | 21               | 24               | 45               | 34               | 4                | 1 | 2                    | 3                    | 26                   |                      |                      |
| 1998-1999  | Smoke de Asheville       | UHL        | 66 | 27               | 73               | 100              | 46               | 4                | 3 | 0                    | 3                    | 0                    |                      |                      |
| 1998-1999  | Bears de Hershey         | LAH        | 4  | 1                | 0                | 1                | 0                | -                | - | -                    | -                    | -                    |                      |                      |
| 1999-2000  | Smoke de Asheville       | UHL        | 69 | 24               | 52               | 76               | 54               | 2                | 0 | 1                    | 1                    | 2                    |                      |                      |
| Totaux LNH | Totaux LNH               | Totaux LNH | 1  | 0                | 0                | 0                | 0                | -                | - | -                    | -                    | -                    |                      |                      |

### Honneurs et trophées
- 1997 : nommé dans la 2e équipe d'étoiles dans la West Coast Hockey League.